# Alfredo Pezzana
Alfredo Pezzana, né le 31 mars 1893 à Turin et mort le 7 mai 1986 dans la même ville, est un escrimeur italien.

## Carrière
Alfredo Pezzana participe aux Jeux olympiques d'été de 1936 et  remporte la médaille d'or dans l'épreuve de l'épée par équipe.